# Harlem Heat
Palmarès
WCW World Tag Team Championship (10 fois) 
WCW World Television Championship (7 fois) - Booker T (6) et Stevie Ray (1)
Harlem Heat est une ancienne équipe de catch composée de deux frères, Booker et Lane Huffman. Booker Huffman prenait le nom de ring Booker T et Lane Huffman celui de Stevie Ray. En tant que Harlem Heat, ils ont remporté ensemble un record de dix WCW World Tag Team Championship.

## Histoire

### The Ebony Experience
Booker T et Stevie Ray débutèrent ensemble en équipe comme The Huffman Brothers dans la Western Wrestling Alliance d'Ivan Putski après une brève feud entre l'un et l'autre. Peu de temps après, la WWA cessait d'opérer et les frères commencèrent des tournée sur le circuit indépendant du Texas jusqu'à ce qu'ils tappent à l'œil de Skandor Akbar en 1992, qui était impliqué avec la Global Wrestling Federation située à Dallas. Les frères,  renommée The Ebony Experience, montèrent rapidement les échelons de la division par équipe de la GWF sous la direction de Gary Hart, battant le Goodfellows de Skandor Akbar (Gorgeous Gary Young et Steve Dane) pour le GWF Tag Team Championship le 31 juillet 1992. Leur premier règne sur les titres par équipe de la GWF ne dura pas plus d'une semaine avec une défaite face à The Blackbirds (Iceman King Parsons et Action Jackson). Booker et Stevie Ray firent leur retour en septembre pour récupérérer les titres.
Le second règne fut plus long qu'une semaine mais resta relativement court, puisqu'ils perdaient les titres contre les Rough Riders (Black Bart et Johnny Mantell) le 23 octobre. Cette perte de titre  est due à la blessure au genou dont souffrait Booker T et qui nécessitait une opération. Début 1993 la Ebony Experience retourna à l'action et se lança à la poursuite des Bad Breed (Axl et Ian Rotten), qui avaient remporté les titres pendant la période de convalescence de Booker T. Le 26 février la Ebony Express remporta pour la troisième fois le GWF Tag Team championship, devenant la seule équipe à avoir remporté ce titre trois fois. Leur troisième règne était le plus long comme il dura jusqu'au 7 mai, quand Guido Falcone et Vito Mussolini (connus comme the Sicilian Stallions) les battirent pour les titres. Pas très longtemps après ceci, Booker T et Stevie Ray quittèrent la GWF pour travailler à la World Championship Wrestling.

### Harlem Heat
Booker et son frère Lane signèrent à la World Championship Wrestling (WCW) au début des années 1990.
En août 1993, ils débutèrent en équipe sous le nom de Harlem Heat, avec Booker renommé Kole pour l'occasion et Lane renommé Kane. Ils étaient annoncés d'Harlem. Ils devenaient heels et faisaient équipe avec Harley Race et Col. Rob Parker  au War Games de Fall Brawl le 19 septembre 1993, contre Sting, Davey Boy Smith, Dustin Rhodes, et The Shockmaster. Ils perdaient le match mais étaient mis ultra en avant en tant que heels vu le calibre des faces qu'ils affrontaient
Sister Sherri commençait à manager l'équipe en 1994 alors que selon leur demande ils changeaient leur nom en Booker T et Stevie Ray. À la fin 1994, ils étaient déjà champions par équipe, ayant vaincus Stars 'n' Stripes (The Patriot et Marcus Alexander Bagwell) en décembre, pour un règne qui durera cinq mois. Ceci était leur premier des 10 règnes qu'ils avaient ensemble sur le WCW World Tag Team Championship.   
Après avoir abandonné les ceintures contre les Nasty Boys, Harlem Heat les récupéraient le 24 juin 1995. Harlem Heat ensuite entrait en feud avec la "Stud Stable" de Col. Parker composée de "Dirty" Dick Slater et Bunkhouse Buck. Parker et Sherri tombaient amoureux l'un de l'autre et Parker finalement quittait la Stud Stable en faveur du Heat pour être avec Sherri. Harlem Heat remportait les titres de champions par équipe de la WCW à Fall Brawl 1995, battant Dick Slater et Bunkhouse Buck. Leur troisième règne ne durait qu'une seule journée, mais le duo récupérait neuf jours plus les titres des American Males (Marcus Alexander Bagwell et Scotty Riggs). Le 24 juin 1996  à Nitro, Harlem Heat battait Lex Luger et Sting pour remporter pour la cinquième fois les titres par équipe. Avant de battre Luger pour les titres, Booker s'emballait durant une entrevue, s'adressant à Luger et à Hulk Hogan, disant à ce dernier "Hulk Hogan, we comin' for you, nigga!"  Trois jours après avoir perdu les titres contre les Steiner Brothers, Harlem Heat prenait sa revanche en battant les Steiners le 27 juillet 1996. Le 23 septembre 1996 Booker T et Stevie Ray étaient battus par les Public Enemy (Rocco Rock & Johnny Grunge) mais récupéraient les titres pour la septième fois le 1er octobre 1996. 
Après la perte de leur septième titre par équipe de la WCW contre the Outsiders (Kevin Nash & Scott Hall) le 27 octobre 1996, ils devenaient faces quand ils viraient Col. Parker et le tabassait. Ils rivalisaient brièvement contre la nouvelle équipe de Parker, The Amazing French Canadians, une feud qu'ils remportaient. En 1997 ils rivalisaient avec Public Enemy, The Steiners, et la nWo. Fin 1997, ils viraient Sherri et prenaient une nouvelle manager, Jacqueline. Ils étaient mis brièvement hors d'action par la nWo mais revenaient pour rivaliser avec les "Faces of Fear" (Meng & The Barbarian). Stevie prenait ensuite cinq mois de repos de la WCW pour récupérer d'une blessure à la cheville et Jacqueline  elle s'en allait pour la WWF alors que Booker en profitait pour se diriger faire la compétition en solo. Booker réussissait à remporter le WCW World Television Championship pendant l'absence de Stevie. Lors de son retour à la WCW, Stevie Ray se retournait contre son frère et se joignait à la New World Order.
À la mi-1999, Booker a été capable de convaincre son frère de quitter la nWo et de reformer une fois de plus les Harlem Heat. Les deux battaient Bam Bam Bigelow et Kanyon pour les titres par équipe de la WCW lors de Road Wild avant de les perdre contre Barry et Kendall Windham. Harlem Heat les battaient un mois plus tard à Fall Brawl 1999 pour récupérer les titres.
Quand les Filthy Animals se voyaient retirer les titres par équipe à cause d'une blessure de Rey Mysterio Jr., le titre était remis en jeu dans un three-way dance à Halloween Havoc 1999. Harlem Heat décrochait pour la dixième fois les titres par équipe de la WCW en battant des membres de la The First Family (Hugh Morrus et Brian Knobbs) et les Filthy Animals (Konnan & Kidman).

### Harlem Heat 2000
Fin 1999, une bodybuildeuse du nom de Midnight joignait les Harlem Heat. Alors que Booker T aimait cet ajout, Stevie Ray négligeait son aide et commençait à se disputer avec Booker. Stevie défia finalement Midnight dans un match qui déciderait si elle ferait partie ou pas des Harlem Heat. Après avoir été battu avec un tombé, Stevie Ray se retournait contre Booker et Midnight. Par la suite il formait Harlem Heat, Inc. avec Big T, Kash et J. Biggs. Stevie Ray et Big T s'appelaient eux-mêmes Harlem Heat 2000. Pendant cette période, Booker Huffman était tout simplement référé comme Booker. Harlem Heat 2000 gagnait les droits sur le nom Harlem Heat quand Big T battait Booker le 20 février 2000 à SuperBrawl 2000. Kidman et Booker T battaient Harlem Heat 2000 (Stevie Ray et Big T) à Uncensored 2000. Après cette défaite à Uncensored, les deux prenaient part au titres par équipe durant un tournoi ou tous les titres de la WCW étaient vacant  mais perdent en demi-finale face à Buff Bagwell et The Franchise Shane Douglas qui gagneront les titres face à Ric Flair et Lex Luger. Harlem Heat séparaient ensuite en mai 2000 après que Big T, Kash et J.Biggs quittaient la WCW.  Après la victoire de Booker T contre Jeff Jarrett pour le WCW World Heavyweight Championship à Bash At The Beach dans un match impromtu, Booker T célébrait sa victoire sur le ring  et Stevie Ray qui semblait un peu jaloux avec un regard aigre, venait sur le ring

## Palmarès
- Global Wrestling Federation
  - GWF Tag Team Championship (3 fois)[1]

- Pro Wrestling Illustrated
  - Classé numéro 62e des 100 meilleures équipes dans le PWI Years de 2003[2]
  - Équipe de l'année en 1995 et 1996[3]

- World Championship Wrestling
  - WCW World Tag Team Championship (10 fois)[4]
  - WCW World Television Championship (7 fois) – Booker T (6), Stevie Ray (1)